# Tikrit
Tikrit ou Ticrite (em árabe: تكريت; romaniz.: Tikrit) é uma cidade iraquiana, capital da província de Saladino. Fica a aproximadamente a 170 quilômetros da capital, Bagdá, e tem uma população de 29 000 habitantes (2002). 
É conhecida por ser a terra natal do sultão Saladino, curdo de nascimento e célebre herói da civilização muçulmana na luta contra os cruzados, bem como do antigo presidente iraquiano Saddam Hussein (1937–2006), onde o mesmo está sepultado. Fica no Triângulo Sunita, uma região do país onde essa vertente do islamismo é predominante. 
Em junho de 2014, Tikrit foi tomada por fundamentalistas do Estado Islâmico do Iraque e do Levante. Em abril de 2015, contudo, o governo central iraquiano retomou a cidade.